# فرنسيسكو دي مندوزا
فرنسيسكو دي مندوزا (بالإسبانية: Francisco López de Mendoza y Mendoza)‏ هو عسكري ودبلوماسي إسباني، ولد في 1547 في غرناطة في إسبانيا، وتوفي في 1 مارس 1623 في مدريد في إسبانيا.